# Fontecilla graphicus
Fontecilla graphicus is een insect uit de familie van de Polystoechotidae, die tot de orde netvleugeligen (Neuroptera) behoort. 
Fontecilla graphicus is voor het eerst wetenschappelijk beschreven door Navás in 1932.